# Großsteingrab Wegezin
Das Großsteingrab Wegezin war eine megalithische Grabanlage der jungsteinzeitlichen Trichterbecherkultur bei Wegezin, einem Ortsteil von Krien im Landkreis Vorpommern-Greifswald (Mecklenburg-Vorpommern). Es wurde vermutlich im 19. oder frühen 20. Jahrhundert zerstört. Sein genauer Standort ist nicht überliefert, er wird lediglich mit „in der Koppel“ angegeben. Angaben zu Maßen, Ausrichtung und Typ des Grabes liegen nicht vor.